# Kristián Hynek
Kristián Hynek (15. září 1879 Mnichov – 11. ledna 1960 Praha) byl československý lékař, hematolog, rentgenolog, univerzitní profesor, hlavní iniciátor myšlenky založení Univerzity Komenského v Bratislavě a její první rektor.

## Životopis
Narodil se v německém Mnichově v české rodině, ta se v jeho dětství přestěhovala do Prahy. Po vychození obecné školy a pražského Akademického gymnázia vystudoval českou Lékařskou fakultu Karlo-Ferdinandovy univerzity v Praze, kde promoval roku 1903. Poté působil jako externí lékař ve pražské Všeobecné nemocnici, dále vykonal větší studijní cestu do ciziny.a roku 1907 se stal asistentem na I. české interní klinice. Roku 1912 habilitoval se jako docent vnitřního lékařství. Zabýval se především hematologií a rentgenologií.
Po vzniku Československa se postavil do čela snah o vznik Univerzity Komenského v Bratislavě, stejně jako o zrod její lékařské fakulty. V letech 1919–1921 působil jako první rektor univerzity, funkci pak vykonával podruhé v letech 1929–1930. Byl také iniciátorem koncepce založení univerzitního města v Bratislavě na někdejších pozemcích rodiny Lanfranconi při břehu Dunaje. Spolupracoval na vybudování sanatorií na léčbu tuberkulózy ve Vyšných Hágoch a ve Smokovci a poradny v Bratislavě. Roku 1921 se rovněž stal jedním ze zakladatelů Bratislavských lékařských listů.
Roku 1931 byl jmenován řádným profesorem Univerzity Karlovy, téhož roku se vrátil do Prahy, kde po MUDr. Ladislavu Syllabovi převzal místo primáře I. české interní kliniky.

### Úmrtí
Kristián Hynek zemřel 11. ledna 1960 v Praze ve věku 80 let.

## Dílo
Je autorem více než 150 vědeckých studií, ve kterých se zaměřoval především na problematiku hematologie.